# John Lloyd Dorsey
John Lloyd Dorsey (* 10. August 1891 in Henderson, Kentucky; † 22. März 1960 ebenda) war ein US-amerikanischer Politiker. In den Jahren 1930 und 1931 vertrat er den Bundesstaat Kentucky im US-Repräsentantenhaus.

## Werdegang
John Dorsey besuchte die öffentlichen Schulen seiner Heimat und das Bethel College in Russellville. Danach studierte er bis 1912 am Centre College in Danville. Nach einem anschließenden Jurastudium, das er ebenfalls am Centre College absolvierte, und seiner 1913 erfolgten Zulassung als Rechtsanwalt begann er in Henderson in diesem Beruf zu arbeiten. Während des Ersten Weltkrieges war er 1918 Soldat im Hauptquartier einer Brigade der US Army.
Politisch war Dorsey Mitglied der Demokraten. Zwischen 1920 und 1824 gehörte er dem Vorstand seiner Partei an. In den Jahren 1926 und 1930 war er städtischer Anwalt in Henderson. Nach dem Rücktritt des Abgeordneten David Hayes Kincheloe wurde er bei der notwendigen Nachwahl im zweiten Wahlbezirk von Kentucky in das US-Repräsentantenhaus in Washington, D.C. gewählt, wo er am 4. November 1930 sein neues Mandat antrat. Da er bei den regulären Kongresswahlen des Jahres 1930 nicht kandidierte, konnte er bis zum 3. März 1931 nur die angebrochene Legislaturperiode seines Vorgängers beenden.
In den folgenden Jahren bis zu seinem Tod im Jahr 1960 praktizierte Dorsey wieder als Anwalt. Zwischen 1936 und 1937 war er außerdem noch einmal juristischer Vertreter der Gemeinde Henderson.